# L'Homme pressé
L'Homme pressé is een nummer van de Franse band Noir Désir uit 1997. Het is de derde en laatste single van hun vijfde studioalbum 666.667 Club.
Het nummer kent een linkse tekst waarin Noir Désir kritiek uit op de globalisering en het cynisme wat volgens de band aan het kapitalisme kleeft. Onder andere Martin Bouygues (oprichter van de Franse telecomaanbieder Bouygues), Jean-Marie Messier en Silvio Berlusconi komen voor in de tekst. In de bijbehorende videoclip persifleert Noir Désir de boyband-hype van dat moment. Het nummer werd een hit in Frankrijk, waar het de 15e positie bereikte.
L'Homme pressé is tevens de titel van een Franse film uit 1977 van regisseur Eduard Molinaro, met Alain Delon in de hoofdrol.